# 新庄直常
新庄 直常（しんじょう なおつね、生年不明 － 承応2年2月26日（1653年3月25日））は、常陸国麻生藩の嫡子。第3代藩主・新庄直好の長男。正室は酒井忠吉の娘。
麻生藩嫡子だったが、家督相続以前に早世。弟の新庄直矩はまだ生まれていなかったため、父の従兄弟にあたる新庄直時が代わって嫡子となった。
| スタブアイコン | サブスタブ | この項目は、まだ閲覧者の調べものの参照としては役立たない、人物に関連した書きかけの項目です。この項目を加筆・訂正などしてくださる協力者を求めています（P:人物伝/PJ:人物伝）。 |